# Commer (automobile)
Commer était un fabricant anglais de véhicules utilitaires entre 1905 et 1979. Commer construisait des fourgons et fourgonnettes dérivés de voitures, des camions moyens et lourds, des véhicules militaires et des bus. L'entreprise a conçu et construit ses propres moteurs diesel pour ses véhicules utilitaires lourds. Le siège était basé à Luton dans le Bedfordshire.

## Histoire

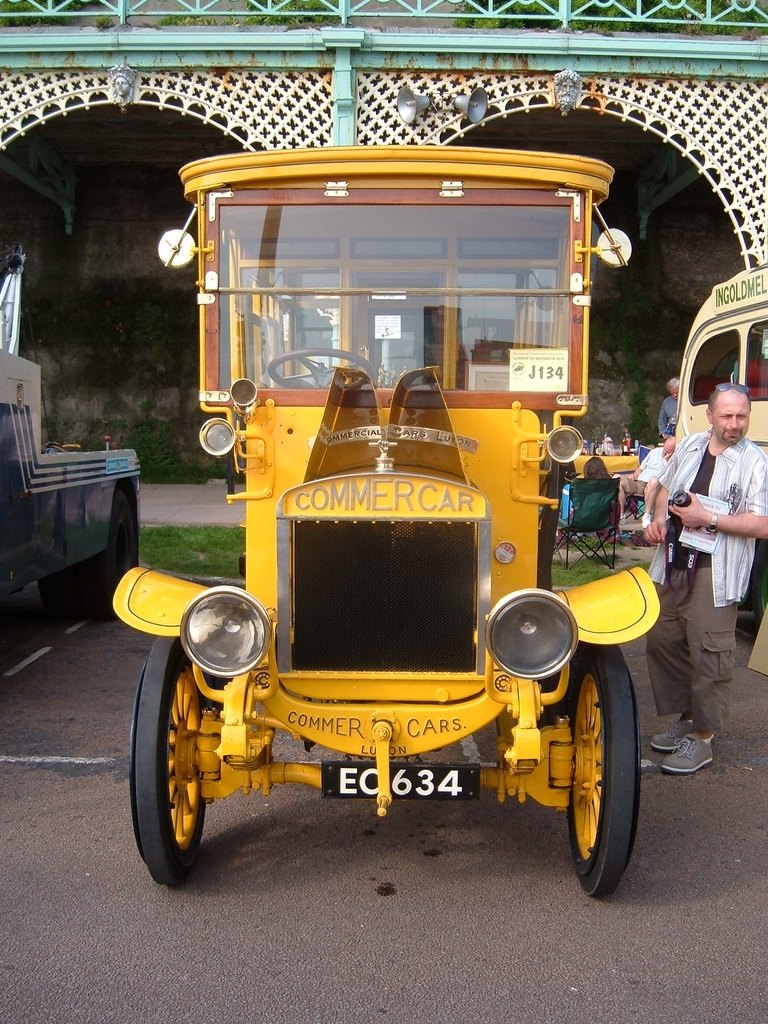
Avant d'un bus Commer de 1909

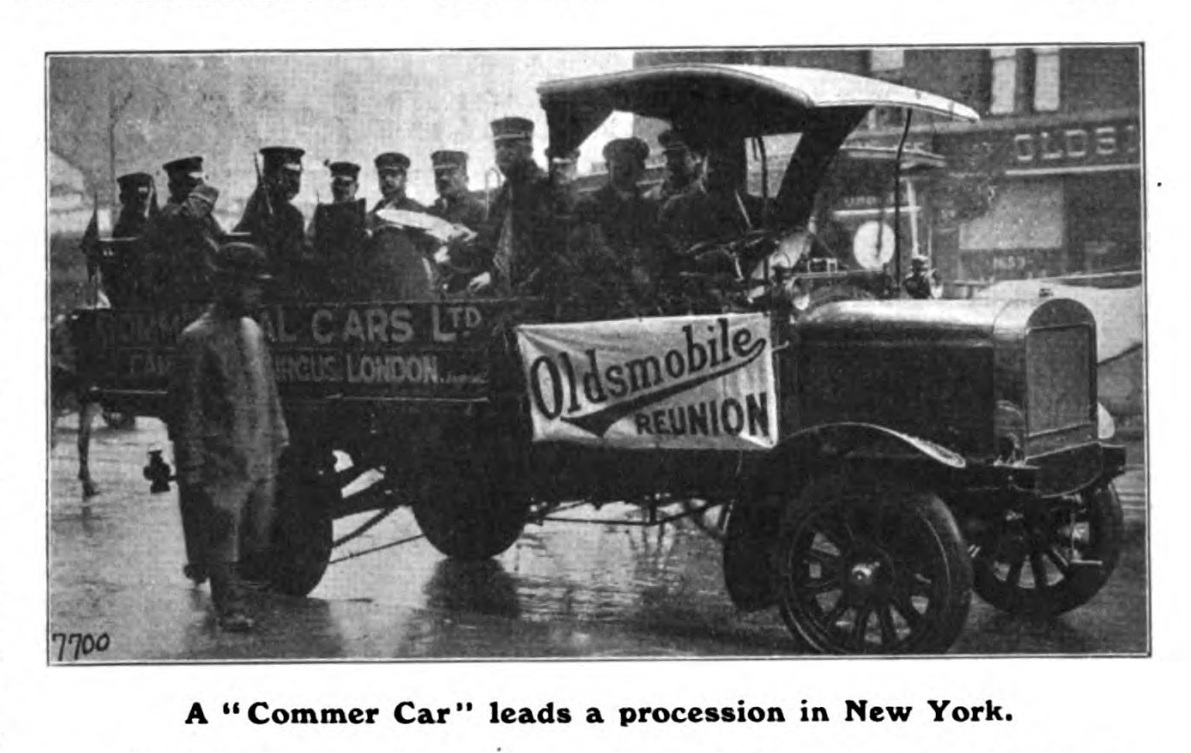
Camion Commer, New York, 1910, à la tête d'un défilé de 400 voitures Oldsmobile

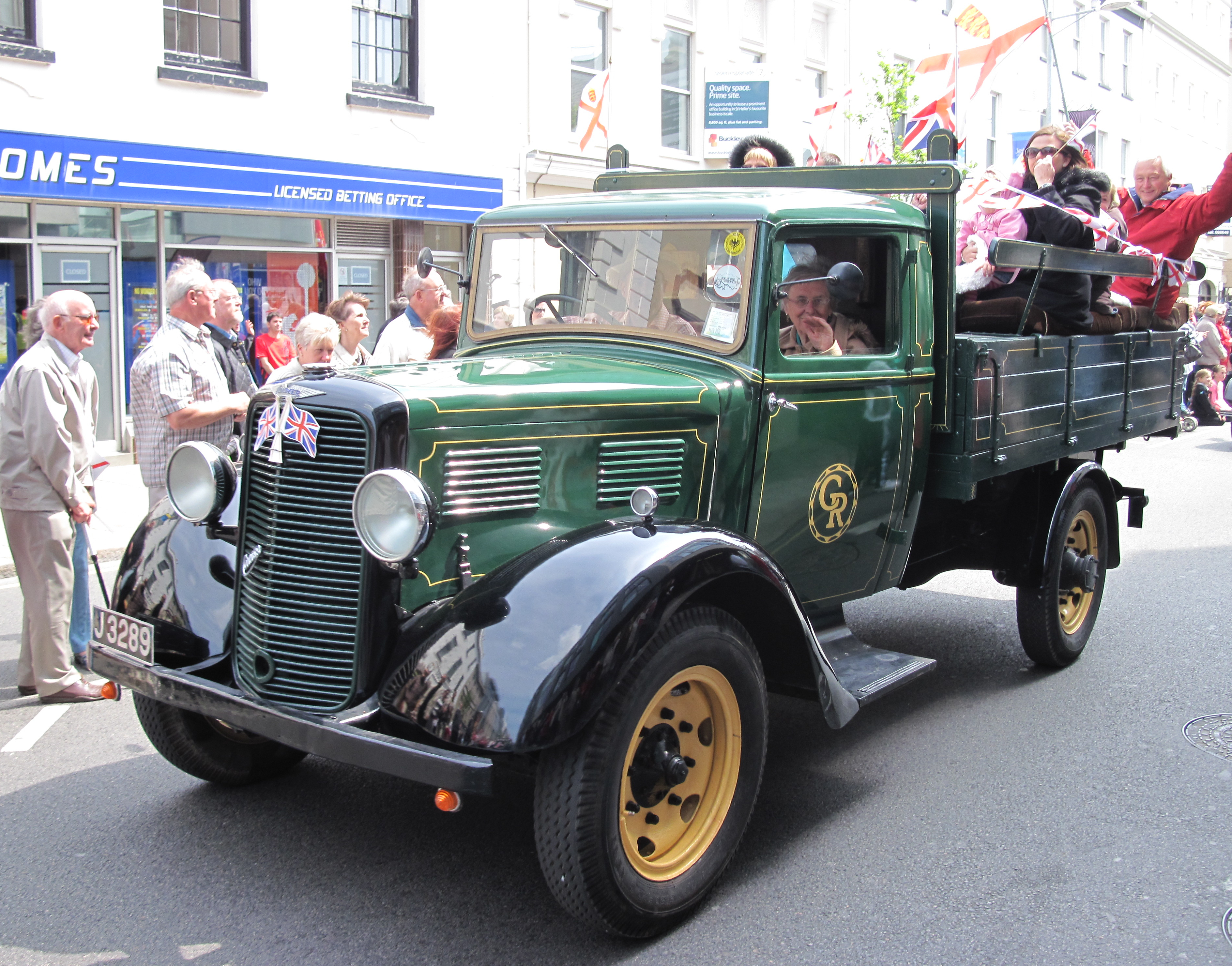
Commer N1

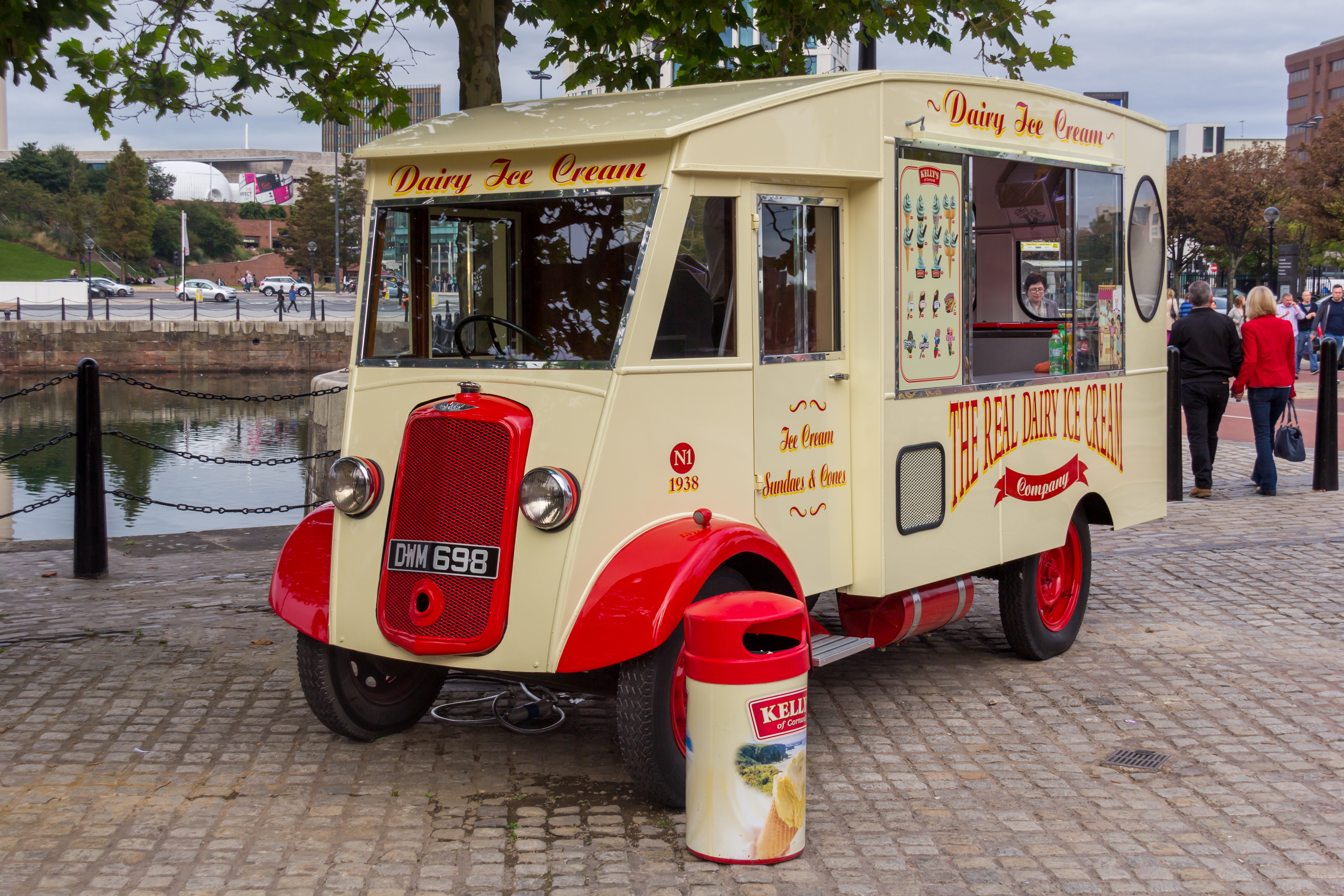
Commer N1 (1938)

Cette entreprise appartenait à Commercial Cars Limited, une société constituée en septembre 1905 par H C B Underdown, avocat et directeur de Direct United States Cable Co avec H G Hutchinson, directeur de Royal Exchange Assurance pour la fabrication de: voitures utilitaires, omnibus, chars-à-bancs, véhicules de lutte contre l'incendie et tous les types de véhicules industriels. En 1920, elle fut décrite comme la première entreprise à se spécialiser dans la fabrication véhicules utilitaires à moteur à combustion interne. Pour augmenter le volume de production, un site est acheté en septembre 1905, à Biscot Route, Biscot, Luton. La construction de vastes ateliers a commencé sur les deux hectares et était presque terminée à la fin 1906. Commercial Cars est devenu un membre de la Society of Motor Manufacturers and Traders en août 1906. Il fut l'un des premiers fabricants de véhicules commerciaux au Royaume-Uni, sa spécialité étant les Commer Car.
Au salon de l'Automobile de l'Olympia en mars 1907, Commer présenta un ensemble châssis-moteur de bus avec un moteur de 30-36 cv et une boîte de vitesses inventée par M. Linley, le gestionnaire des travaux. Des embrayages à chien faisaient le changement de rapport plutôt que les axes d'entraînement qui restaient toujours en prise directe. À côté du châssis-bus, Commer exposait un char-à-banc pour une trentaine de passagers et des camions de livraison en usage pour une importante entreprise.
Un nouveau camion "grand et puissant", E43, immatriculé BM 787, a pris part à la Great Commercial Motor Trials (les grands essais de véhicules commerciaux) en septembre 1907. Il y avait aussi une boîte de vitesses à prise constante (le slogan Comer (sic) était — "les chiens qui mordent avec un clic"). Le poids à vide était de 3,7 tonnes. le moteur avait quatre cylindres, il développait 33 chevaux à 800 tr/min. Il avait quatre vitesses en marche avant et un entraînement à chaîne latéral. Pour une longueur de 6 mètres, une largeur 2,1 mètres et une hauteur de 1,76 mètre. La plate-forme a 3,6 mètres de long. Le journal a noté qu'un Comercars "châssis" transportait des passagers à Widnes.
La production du premier camion, le 3 tonnes type RC a commencé en 1907. Le premier bus a été fait en 1909. Avec le déclenchement de la Première Guerre Mondiale, l'usine se tourna vers la fabrication de véhicules militaires de l'armée britannique, et en avait produit plus de 3 000 en 1919.
Bien obligé de subir une restructuration financière en 1920 dans l'espoir d'éviter les créanciers, l'entreprise fut incapable d'éviter le remboursement d'une dette de 75 000 livres sterling due en raison de la taxation à 60 % des bénéfices excédentaires sur les activités en temps de guerre. Finalement, après avoir accepté les termes avec le récepteur en 1925, Commer a été racheté en 1926 par Humber. En 1931 Humber devint une filiale à 60 pour cent du Groupe Rootes.
Le nom Commer a été remplacé par Dodge dans les années 1970, à la suite de la reprise de Rootes par Chrysler Europe. Après que Peugeot eut acheté Chrysler Europe en 1978, l'usine Commer a été gérée en partenariat avec la division camions de Renault, Renault Trucks. Elle a continué à produire la gamme commerciale des camions Dodge pendant un certain temps, qui portaient la marque Renault, et réalisa très peu de développements de nouveaux produits, qui furent finalement remplacés par des modèles Renault, et l'usine produisait des camions Renault et de moteurs d'autobus au début des années 1990.
De nombreuses camionnettes et camions Commer furent équipés du moteur Rootes TS3, un diesel trois cylindres opposés horizontalement à deux temps, qui fut connu comme le "Commer Knocker" (le heurtoir) en raison du bruit qu'il produisait. Les nouveaux véhicules Commer avaient un Diesel Perkins ou Cummins et, moins fréquemment, un moteur diesel Mercedes.

## Les camions

### Commer Superpoise

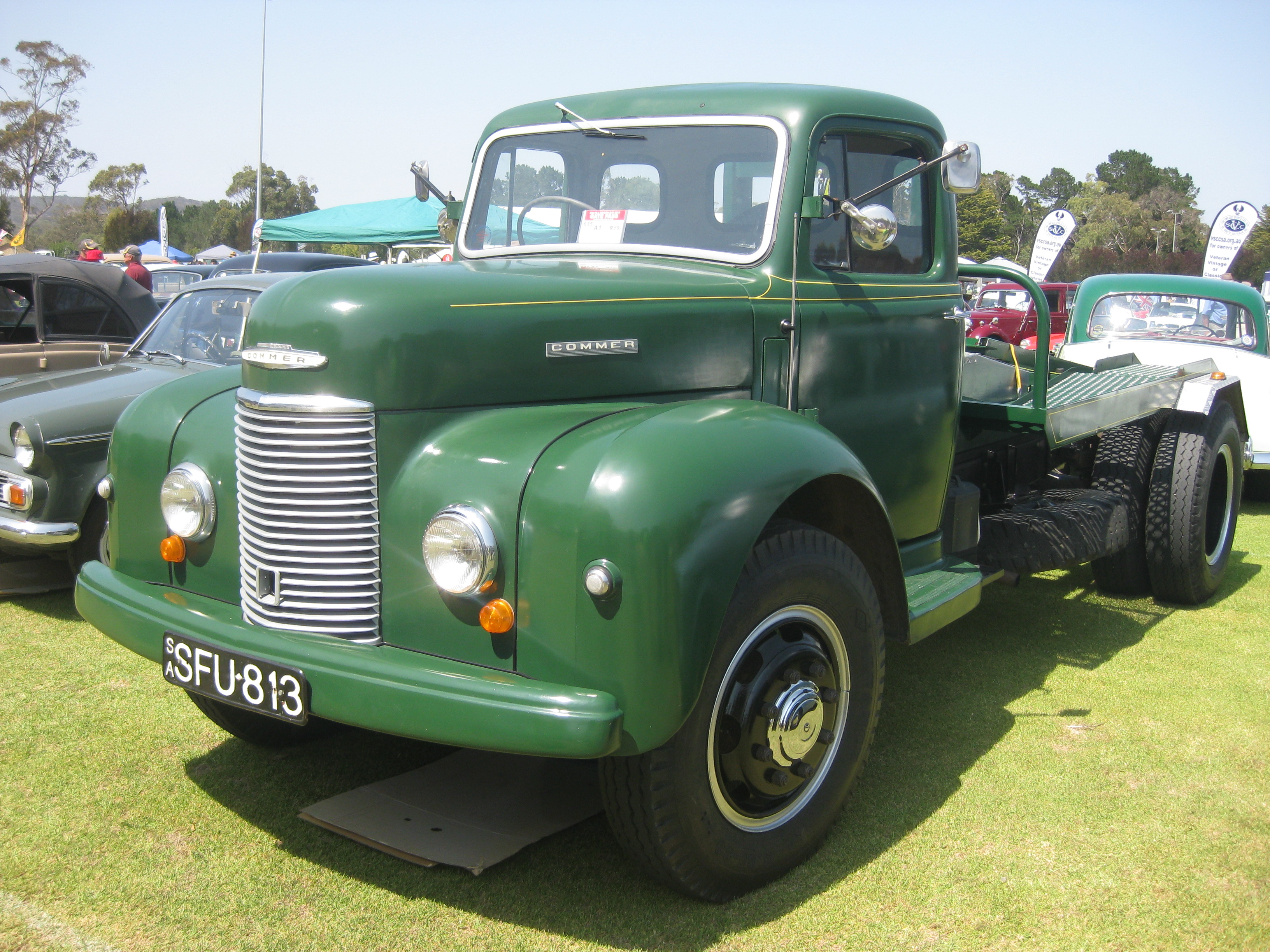
Commer Superpoise de 1955

La gamme Commer Superpoise fut introduite en 1939 avec les deux options de cabine, semi-complète ou complète. La gamme comprenait des camions de 1 ½ à 6 tonnes de capacité, propulsés par un moteur 6 cylindres essence ou diesel. Une nouvelle gamme de Superpoise avec des charges utiles entre 2 et 5 tonnes fut introduite en 1955.

## Les bus

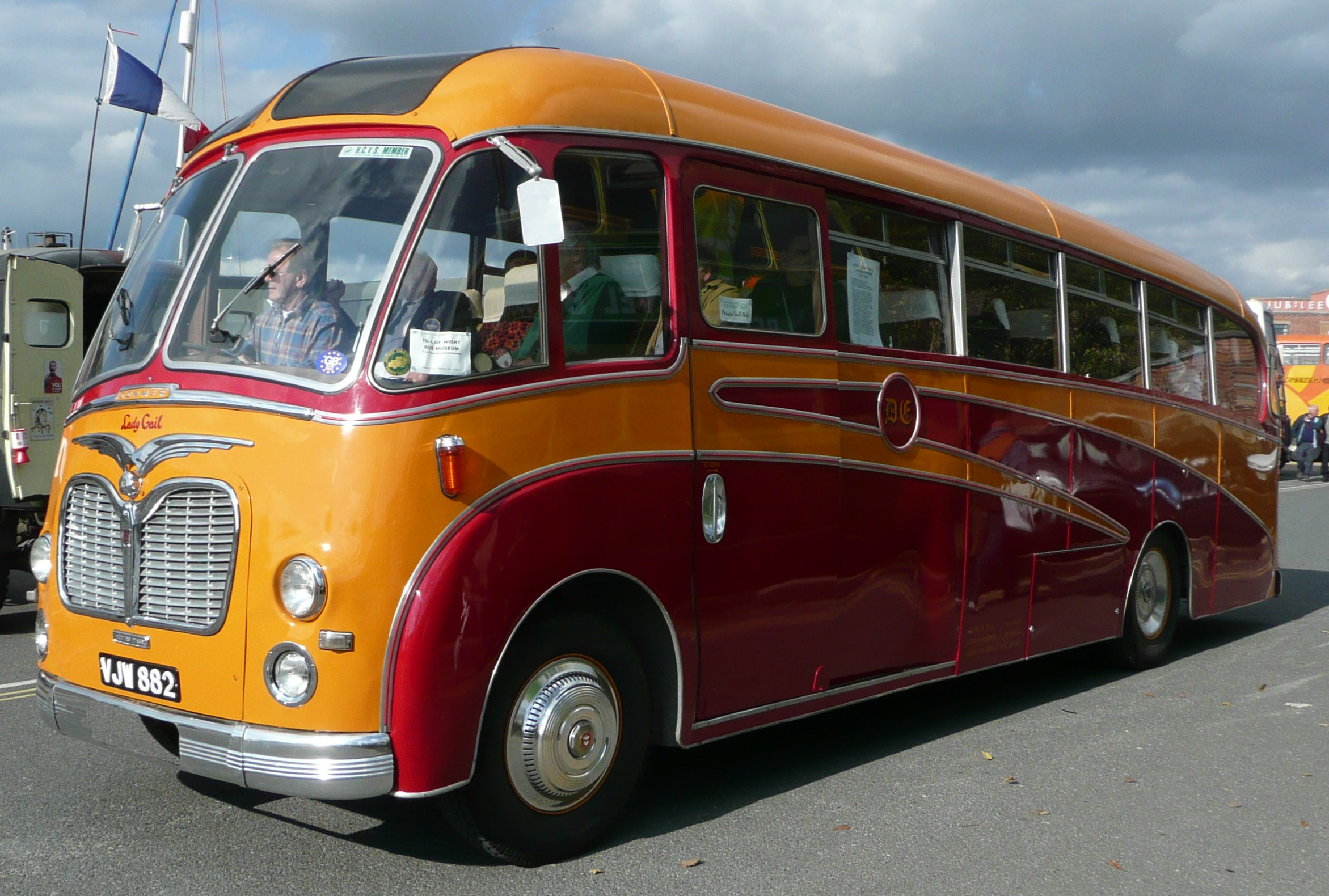
Un bus Commer à moteur TS3 à l'Isle of Wight Bus & Coach Museum en 2008

Commer produisait des bus et enregistra la livraison de quatre exemplaires à Widnes en 1909. Le modèle Commando a été commercialisé après la Seconde Guerre Mondiale, et l'Avenger le 28 février 1948, équipé du moteur TS3 à partir de 1954. Le Commando fut utilisé comme bus d'équipage par la Royal Air Force après la Seconde Guerre Mondiale avec une plate-forme d'observation d'une fois et demie sa longueur.

## Les véhicules utilitaires légers

### Commer Light Pick-up

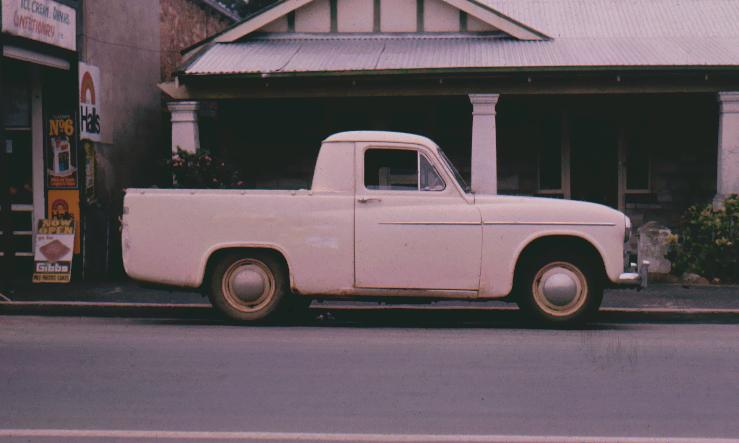
Commer Light Pick-up

Le Commer Light Pick-Up était une camionnette pick-up basée sur la berline Hillman Minx et produit par Commer durant les années 1950; un modèle semblable badgé  Hillman a également été produit. La Mark III a été alimenté par un moteur quatre cylindres de 1,184 cm3, la Mark VI par un 1,265 cm3 et la Mark VIII par un 1,390 cm3. La production prit fin en 1958.
La production australienne vers 1950 comprenait une variante coupé utilitaire avec une fenêtre supplémentaire sur le côté.

### Commer Express Delivery Van

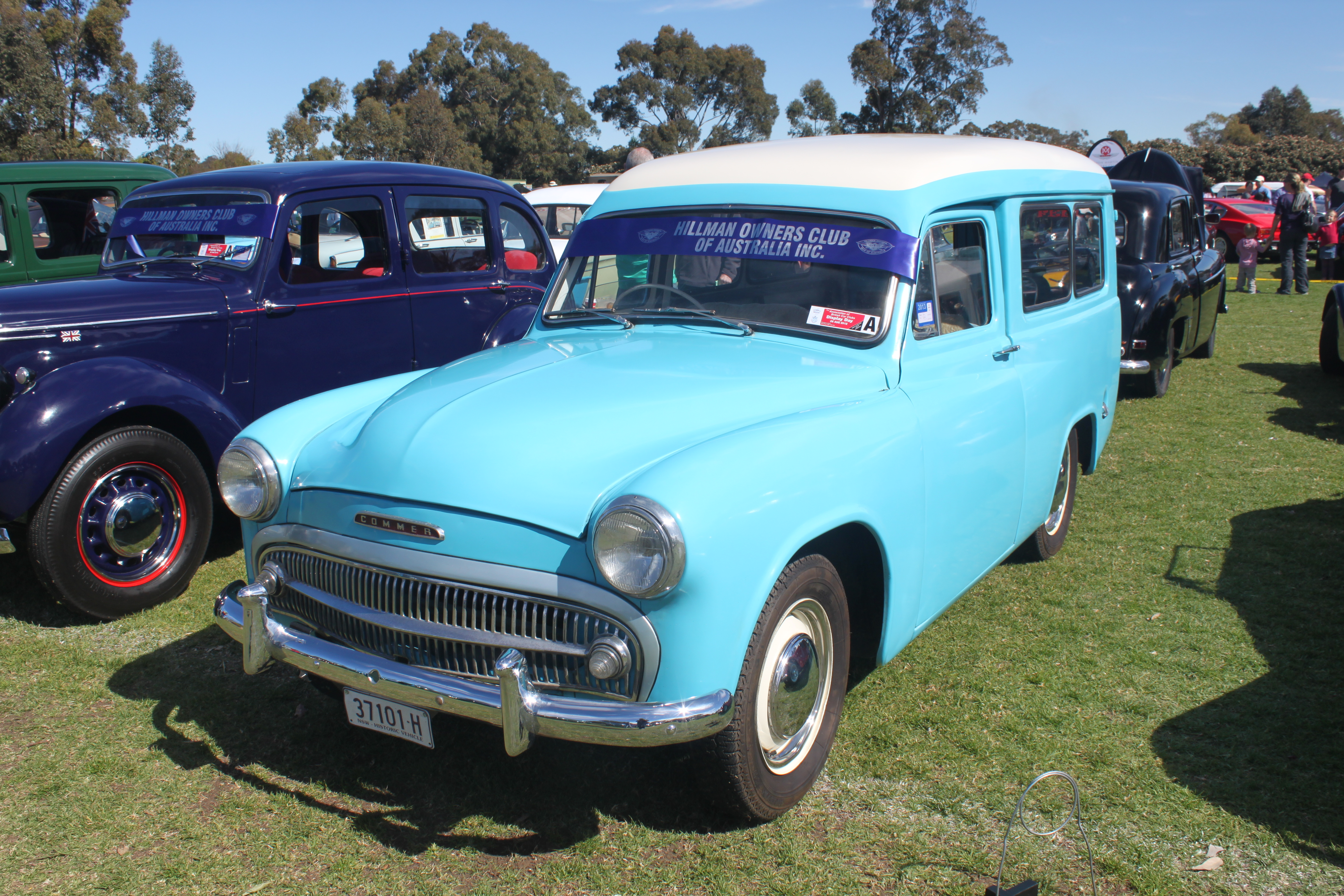
Commer Express Delivery Van

Le Commer Express Delivery Van est un véhicule utilitaire léger produit par Commer durant les années 1950, concurrençant les camionnettes de 8-10 quintaux. Elle est basée sur la berline Hillman Minx et évolua en parallèle avec ce modèle, avec des désignations allant de Mark III à Mark VIII b. Le modèle de 1957, qui comprend un espace de chargement de 2,8 m3 et une charge utile d'environ 450 kg, était alimenté par un moteur Hillman quatre cylindres de 1 390 cm3 et était équipé d'une boîte quatre vitesses à changement sur la colonne de direction.

### Commer Cob

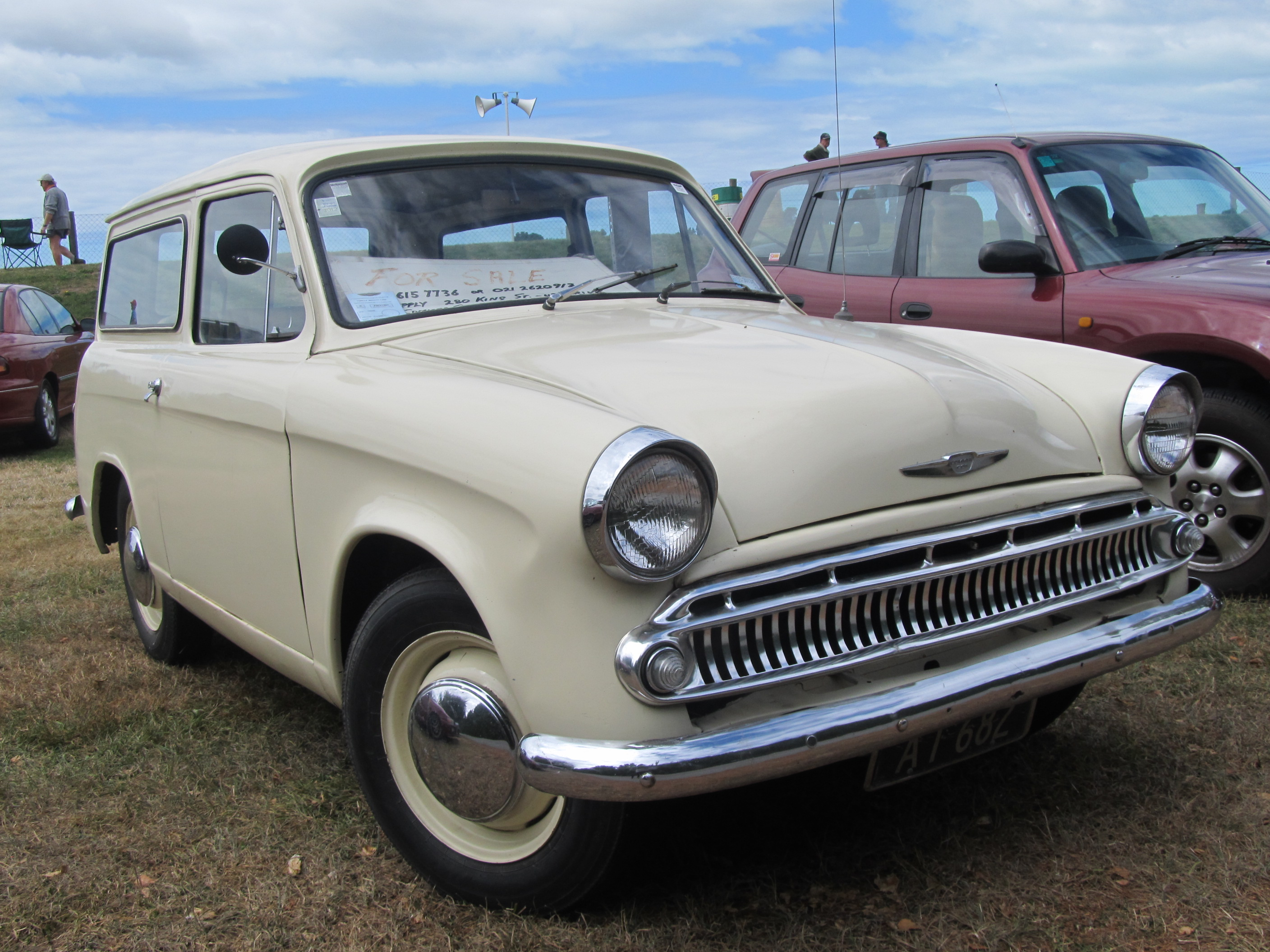
1961 Commer Cob

La Commer Cob est une camionnette de livraison de 355 kg introduite au début de 1956, basée sur la Hillman Husky, elle-même dérivée de la Hillman Minx Mark VIII. En 1958, de nouveaux modèles Cob et Husky ont été introduits, sur base de la "Audax" Hillman Minx.

### Commer Imp Van
La Commer Imp Van fut introduite en septembre 1965  et est basée sur la berline Hillman Imp. Elle a été renommée Hillman Imp Van en octobre 1968, la production totale ayant atteint 18 194 unités avant d'être éliminée en juillet 1970. Le break Hillman Husky, qui fut introduit en juillet 1967, était basé sur l'Imp Van.

### Commer BF

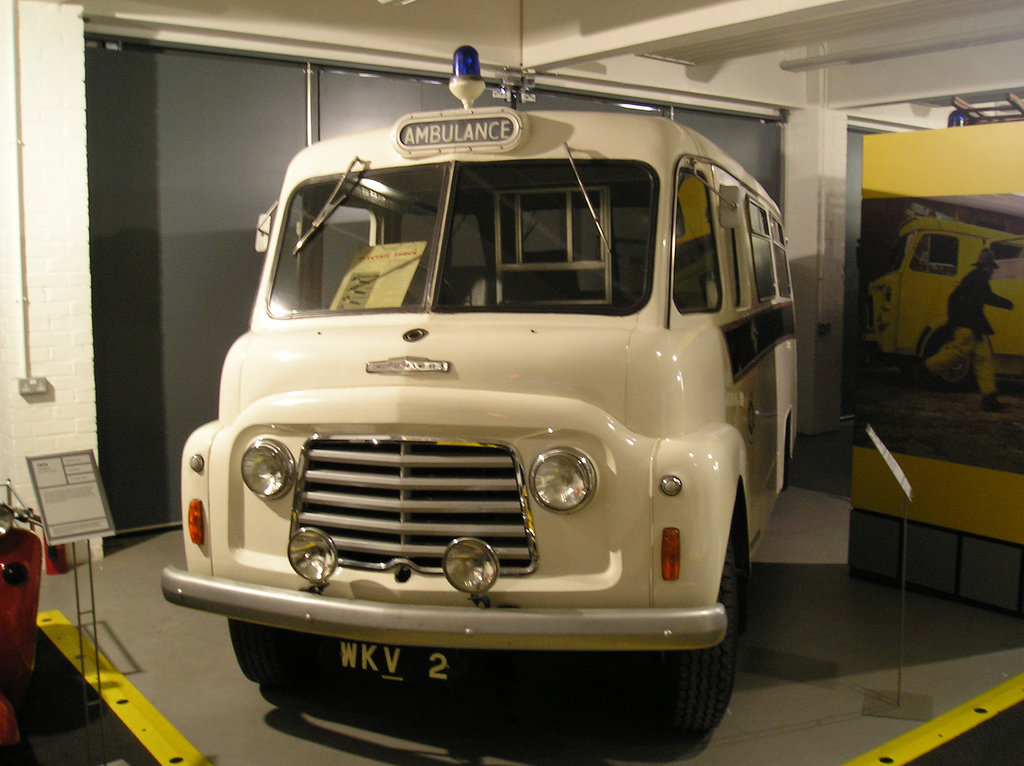
Commer BF carrossé en ambulance

De nombreux exemplaires du BF furent construits comme camionnettes de crème glacée.

### Commer Walk-Thru

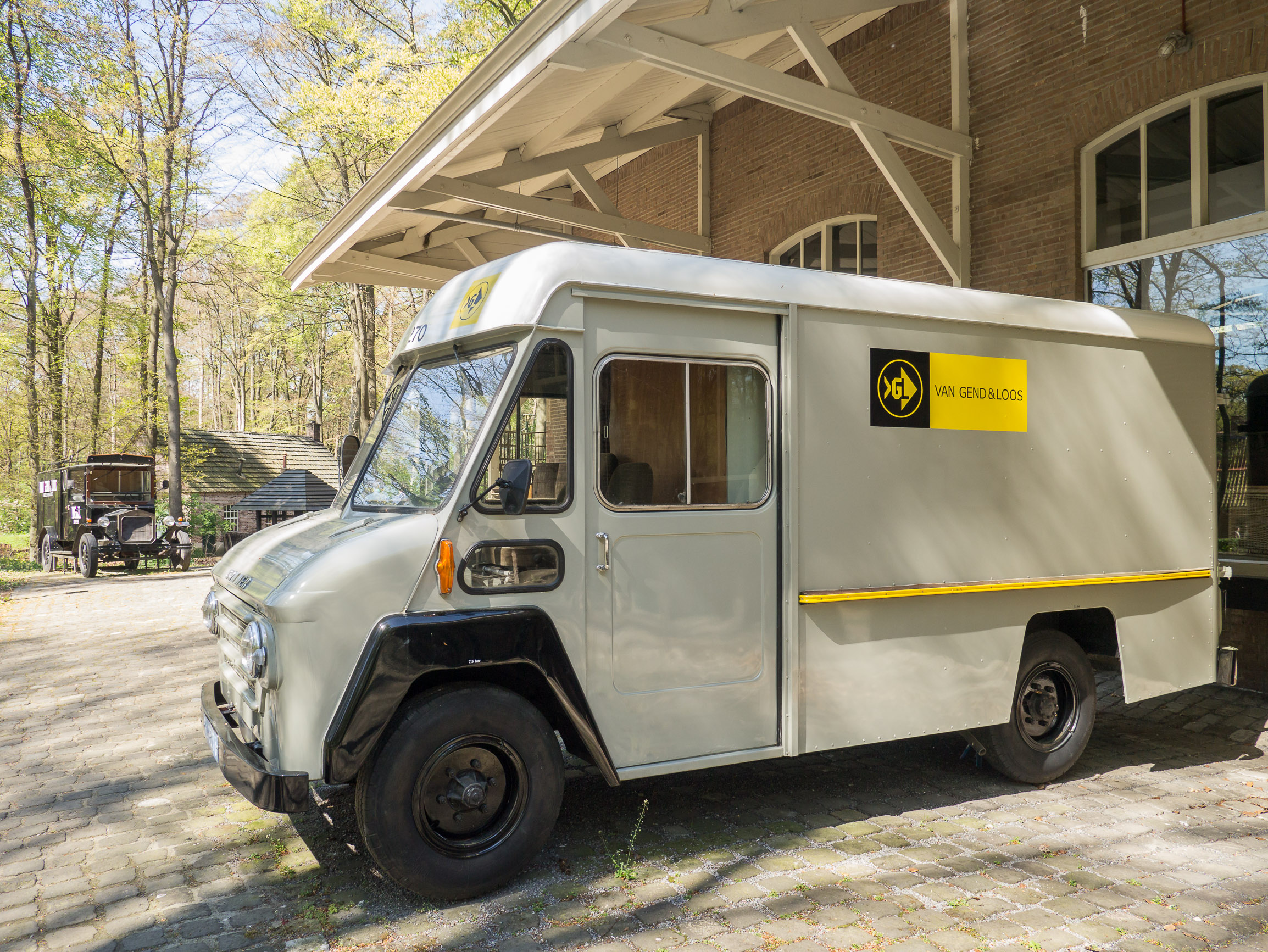
Camionnette Commer Walk-Thru utilisée par la société néerlandaise Van Gend & Loos

Le Commer Walk-Thru fut introduit en 1961 pour remplacer le Commer BF. Le Walk-Thru fut proposé en 1 1/2 tonne, 2 tonnes et 3 tonnes et des variantes  cabine-châssis avec un choix de moteurs diesel et essence.

### Commer FC/PA/PB/Spacevan

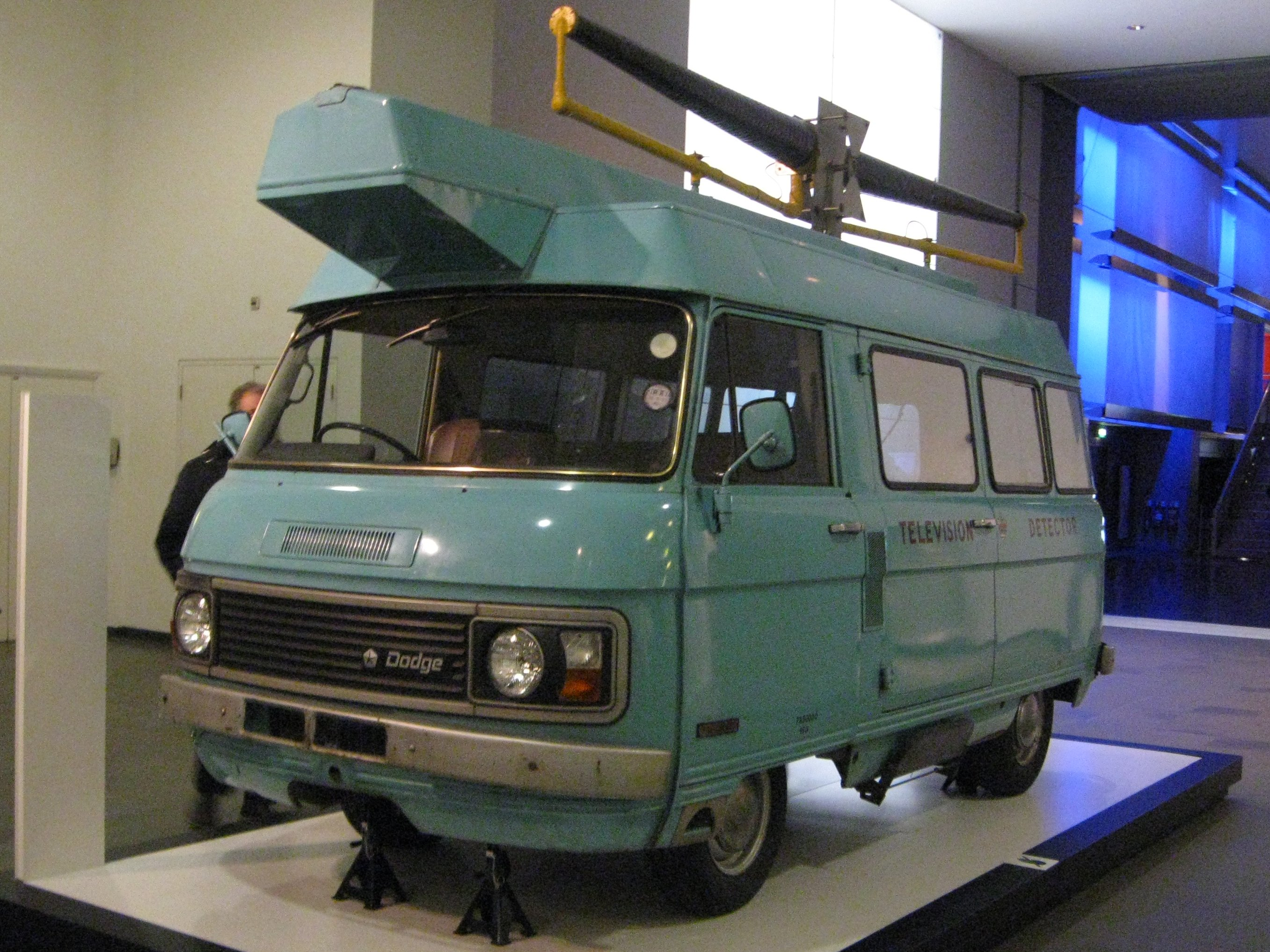
SpaceVan (portant la marque Dodge) équipé en détecteur de TV. Exposé au Musée des Sciences de Londres à partir de janvier 2015.

Le Commer FC fut introduit en 1960 avec de nombreux styles de carrosserie, y compris une 1 500 cm3. Après rajeunissement du moteur et de l'intérieur, il fut rebaptisé PB en 1967 et SpaceVan en 1974. Comme indiqué ci-dessus, il est vendu sous les marques Dodge et Fargo jusqu'en 1976, lorsque les deux noms Commer et Fargo furent abandonnés. Ces camionnettes étaient arrondies à l'avant et avaient une voie plus étroite à l'avant—un héritage des suspensions Humber. Elles utilisaient d'abord le moteur Hillman de 1500 cm³ et 4 cylindres dans la série PA, puis le 1 600 cm3 et à partir de 1968 le 1 725 cm3 dans le PB. Seules les versions a culasse en fonte de ces moteurs ont été utilisées. Un diesel Perkins 4108 était également disponible.
Apparemment, l'une des conditions du plan de sauvetage gouvernemental de Chrysler G.B. en 1976, était un engagement de modifier la Spacevan, qui était salué pour ses freins, ses virages courts et son prix, mais critiqué pour sa puissance, son confort et sa vitesse de pointe. Une version révisée de Spacevan a donc été introduite en 1977, en utilisant la même mécanique mais avec de nombreuses modifications esthétiques, de confort, et un nouvel intérieur. Bien que dépassée à sa disparition en 1982, date à laquelle Commer avait été repris par Peugeot, le Spacevan est resté un spectacle familier au Royaume-Uni grâce à son rôle de Bureau de Poste et Téléphones — qui était presque le seul responsable de sa longévité, ces fourgonnettes et les carnets de commandes ont été hérités par British Telecom à sa formation en octobre 1981. À ce moment trois moteurs étaient disponibles: deux moteurs à essence de 1,7 l délivrant 37 kW (avec une faible compression) et 42 kW (avec compression élevée), et un petit moteur diesel (31 kW), avec une transmission manuelle à quatre-vitesse, pas de boite automatique disponible. La dernière Spacevan a été construite en 1983.

## Véhicules militaires

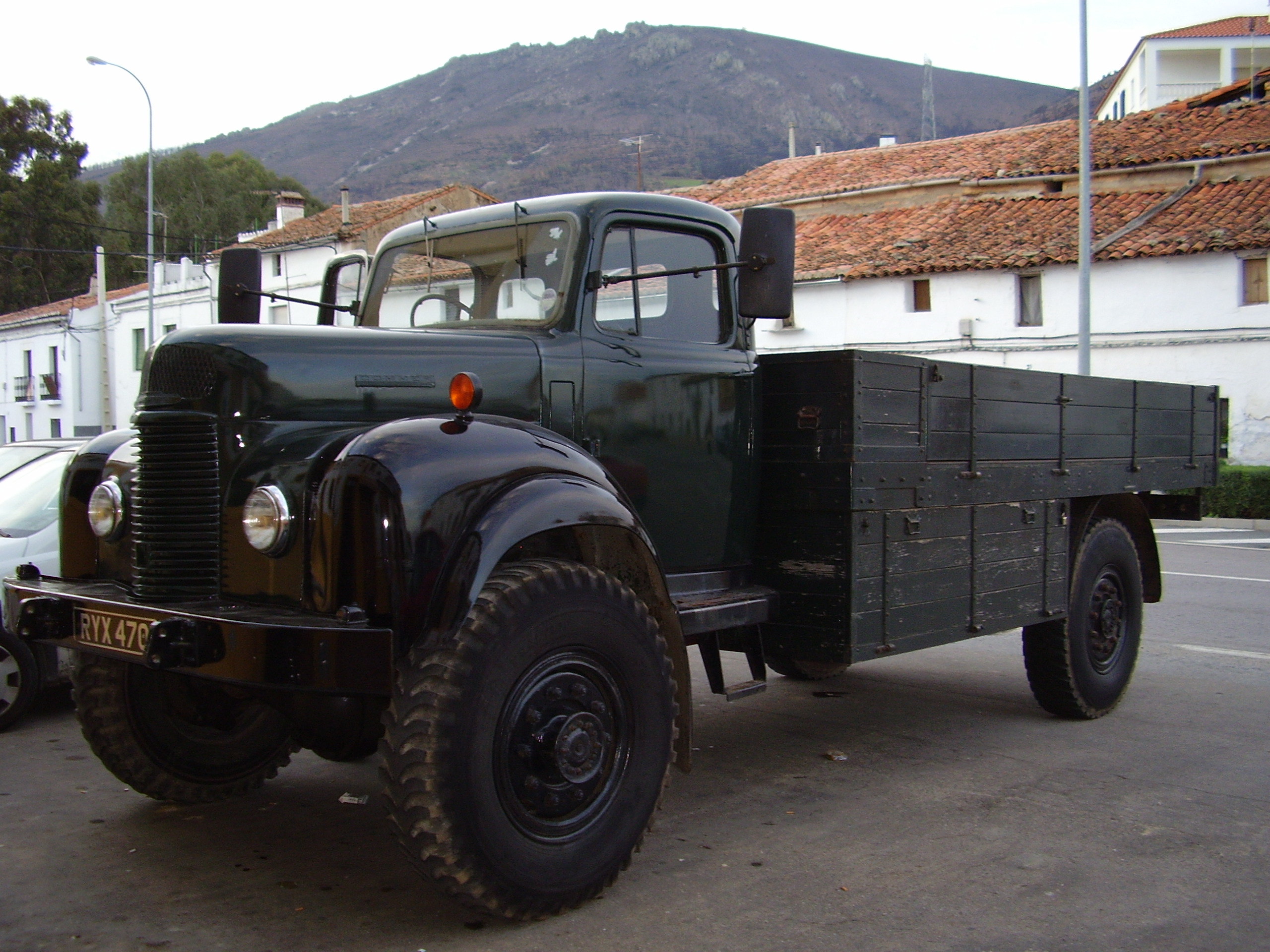
Commer T4

Commer fit une gamme de véhicules militaires pendant la Seconde Guerre Mondiale, gamme encore en usage dans les années 1980. Tout en servant dans l'armée Britannique, l'humoriste Frank Muir signala un véhicule en panne à sa radio par les mots "Commer est à l'arrêt complet."

## Les moteurs

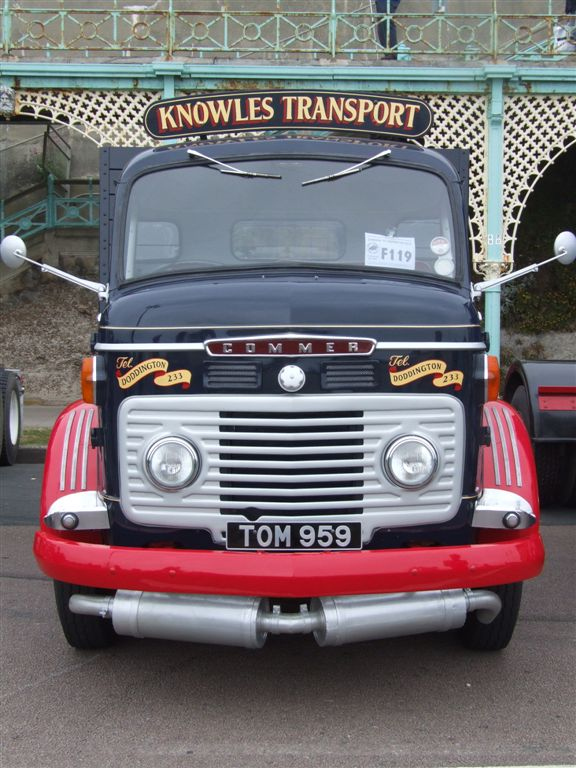
Tracteur Commer 1954

Commer conçut et fabriqua ses propres moteurs diesel pour ses véhicules utilitaires lourds et ses autobus. C'étaient des unités à profil bas conçues pour être installées sous le plancher de la cabine.

### TS3
Le moteur TS3 est un diesel deux temps avec trois cylindres contenant chacun une paire de pistons pour former la chambre de combustion entre la couronne de la paire de pistons et les parois du cylindre. Il fut conçu spécifiquement pour les camions Commer. Le TS3 et son dérivé TS4 étaient les seuls moteurs à transmettre la puissance au vilebrequin par des bascules.

### TS4
Le prototype de production du moteur TS4 roula sur 1,2 million de miles. C'était une version 4 cylindres du TS3.

## Sport Moteur

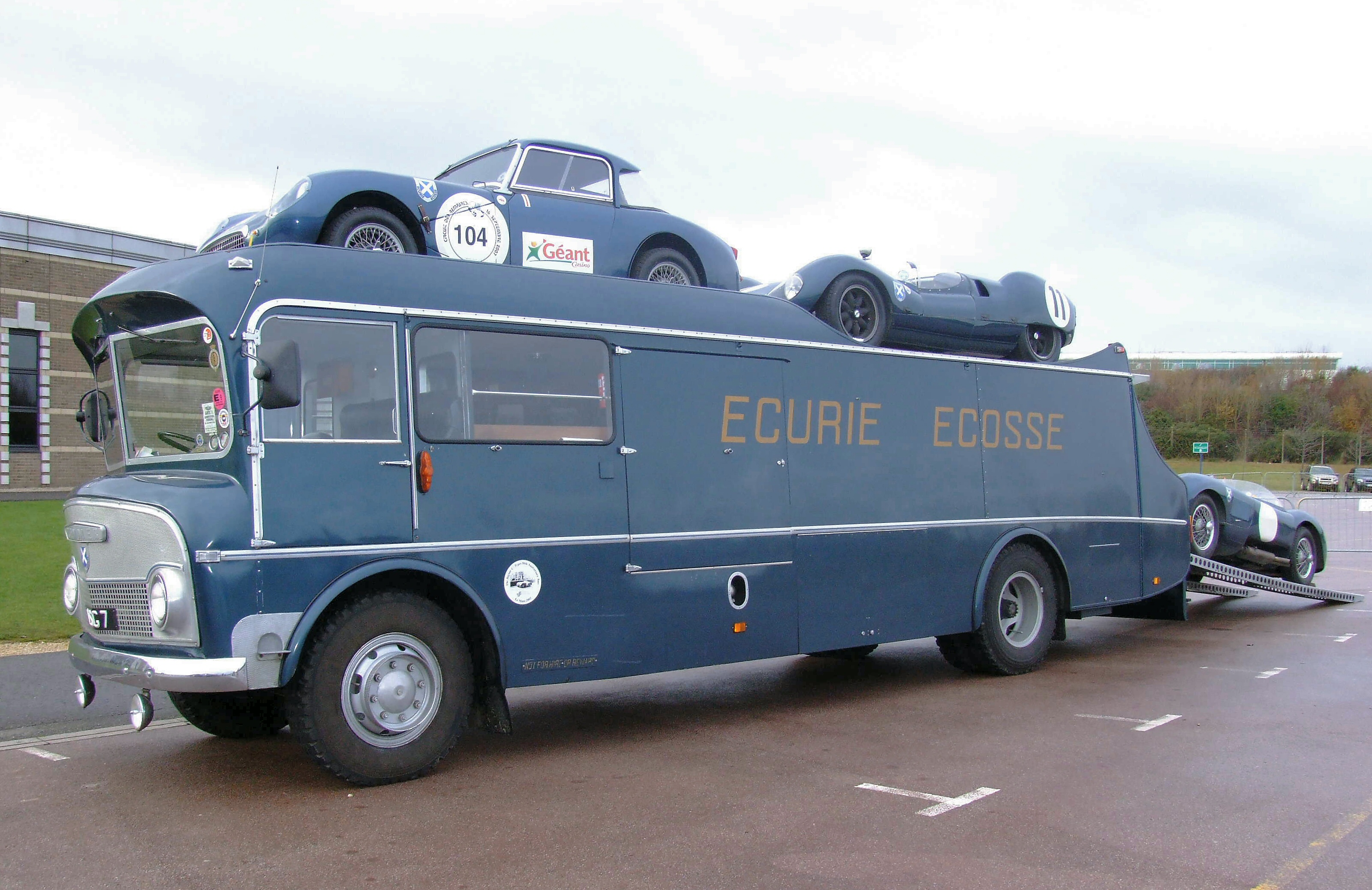
Le Transporteur de Voitures restauré de l'Écurie Écosse.

L'écurie écossaise de sports moteur Ecurie Ecosse utilisa un transporteur de voitures à double pont sur base Commer dans les années 1950.

## Karrier

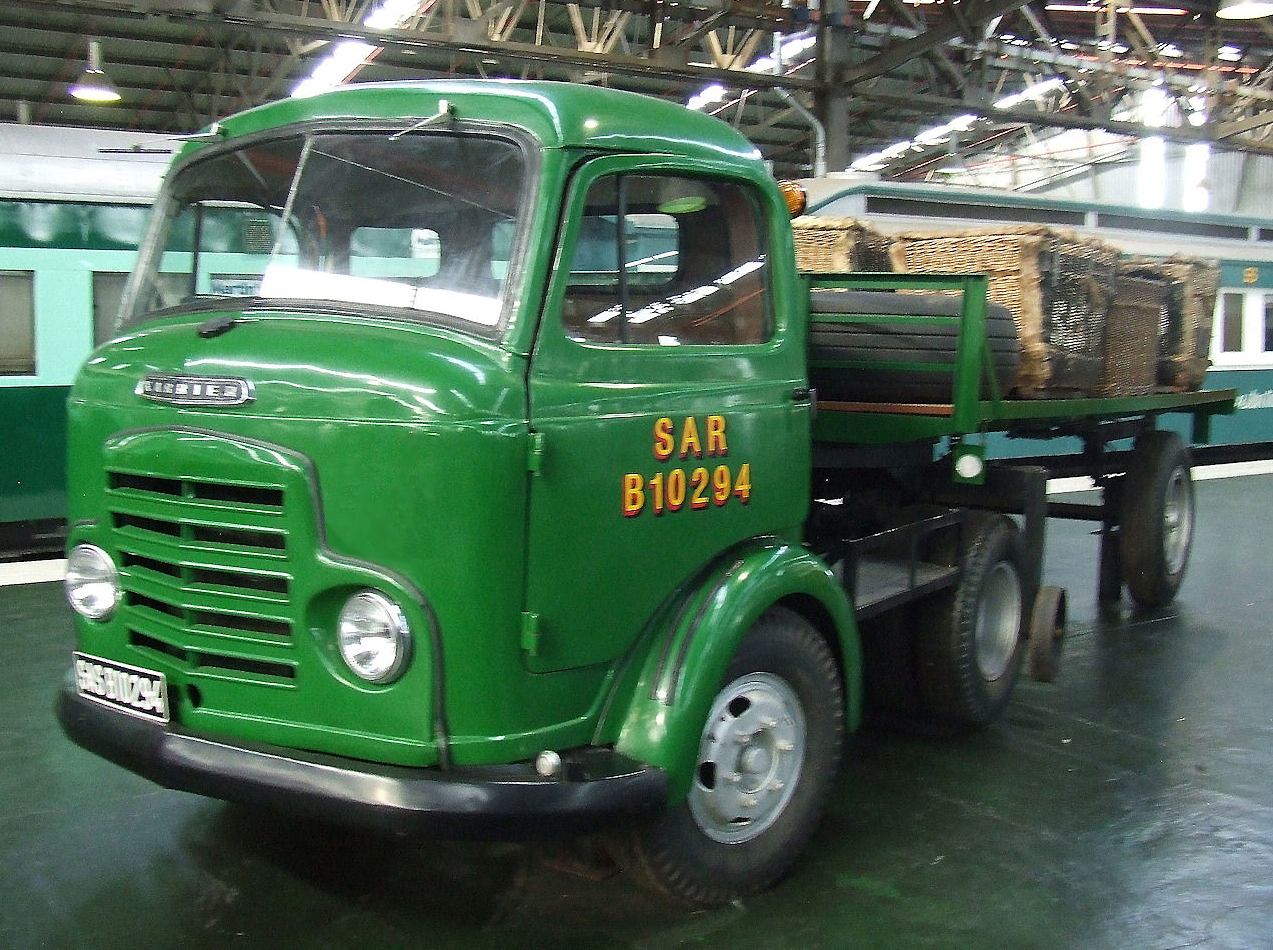
Karrier Bantam (c. 1952)

Commer acquit la société Karrier en 1934 et Karrier rejoint le Groupe Rootes. Les produits spéciaux de leur catalogue inclut le tracteur Cob, leur "cheval mécanique", à l'origine par Karrier en 1930, et des véhicules municipaux à moteur: les éboueuses, balayeurs et trolley-bus. La Cob avait été fournie aux compagnies de chemin de fer Southern, LNE et LM&S et des commandes renouvelables étaient dans le carnet au moment où Karrier fut racheté.
Au début des années 1960, la production a déménagé à Dunstable où Commer, Dodge Royaume-Uni et Karrier furent tous réunis.
La marque Karrier est maintenant la propriété de Peugeot.

## Les modèles à l'échelle et die-cast
- Lesney Products "Matchbox" N ° 47b, (production de 1963 à 1969), le Commer BF "Cantine de Crème Glacée" environ échelle 00[35].
- Lesney Produits "Matchbox" N ° 63 ter, (production de 1963 à 1969), le Commer BF "Service de Télévision", environ échelle 00[36].
- Meccano Dinky Toys; N ° 430 (production 1954-64), le Commer Breakdown (Superpoise), environ échelle O (1:44)[37].
- Corgi produit plusieurs modèles basés sur les véhicules Commer entre 1956 et 1971, comprenant des camionnettes de livraison, des camions à ridelle et une caméra mobile (avec accessoires), environ échelle O (1:44)[38].